# توماس أولسغور
توماس أولسغور (Thomas Alsgaard) هو لاعب أولمبي لرياضة تزلج ريفي من النرويج. شارك في الأولمبياد الشتوي في 1994–2002، وفاز بما مجموعه 6 ميداليات.

## الميداليات
| ذهب | فضة | برونز | المجموع |
| 5   | 1   | 0     | 6       |

## روابط خارجية
- توماس أولسغور على موقع IMDb (الإنجليزية)
- توماس أولسغور على موقع الاتحاد الدولي للتزلج (التزلج الريفي) (الإنجليزية)
- توماس أولسغور على موقع أوليمبيديا (الإنجليزية)